# Vchynice
Vchynice (deutsch Wchinitz) ist eine Gemeinde in Tschechien. Sie liegt zwei Kilometer westlich von Lovosice im linkselbischen Teil Böhmischen Mittelgebirge und gehört zum Okres Litoměřice.

## Geographie
Das Dorf befindet sich im Tal des Vchynický potok am südlichen Fuße des Lovoš. Im Südwesten erhebt sich der Ovčín und westlich liegt mit dem Boreč ein weiterer markanter Bergkegel.
Durch Vchynice verläuft mittels einer Lärmschutzbrücke die seit Mai 2012 in Betrieb befindliche Autobahn D 8 (E 55). Östlich von Vchynice, am Fuße des Böhmischen Mittelgebirges berühren sich die Autobahn D8 von Ústí nad Labem – Prag mit der Anschlussstelle Lovosice-sever, die West-Ost-verlaufende Staatsstraße 15 Třebenice – Litoměřice, die nord-süd-verlaufende Staatsstraße 8 von Teplice und die Staatsstraße 30 durch das Elbtal von Ústí nad Labem.
Nachbarorte sind Lhotka nad Labem im Nordosten, Lovosice im Osten, Sulejovice im Südosten, Čížkovice und Jenčice im Süden, Radostice im Südwesten, Boreč im Westen, sowie Režný Újezd und Bílinka im Nordwesten.

## Geschichte
Die erste urkundliche Erwähnung des Dorfes erfolgte 1205 unter dem Namen Chýna. Besitzer von Vchynice und der umliegenden Dörfer Opárno, Medvědice, Měrunice und Velké Žernoseky war das Adelsgeschlecht der Wchinsky von Wchynice (bekannt als Kinsky), die hier vermutlich ihren Stammsitz hatten. Einer der bedeutendsten Grundherren von Vchynice war Jan Dlask von Wchynice, der 1464 die Herrschaft antrat und im Prager Veitsdom beigesetzt wurde. Teile des Ortes gingen 1541 in den Besitz von Albrecht Kyšperský von Vřesovice über.
Im Jahre 1756 waren der Ort und die Umgebung Schauplatz der ersten Kampfhandlung im Siebenjährigen Krieg, der Schlacht von Lobositz.

## Ortsgliederung
Die Gemeinde Vchynice besteht aus den Ortsteilen Vchynice (Wchinitz) und Radostice (Radositz), die zugleich auch Katastralbezirke bilden.

## Sehenswürdigkeiten
- Kapelle
- Statue des heiligen Wenzel

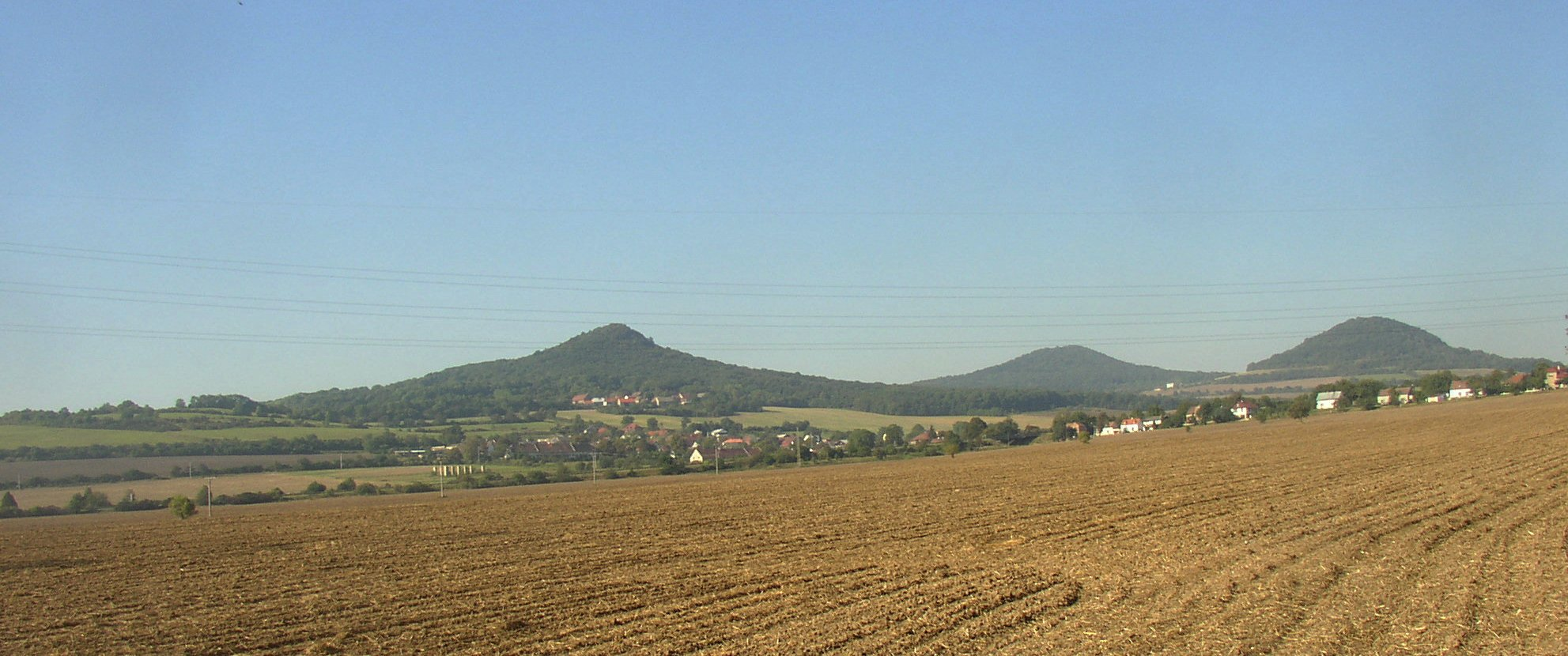
Die Berge Ovčín, Sutomský vrch und Boreč hinter Vchynice
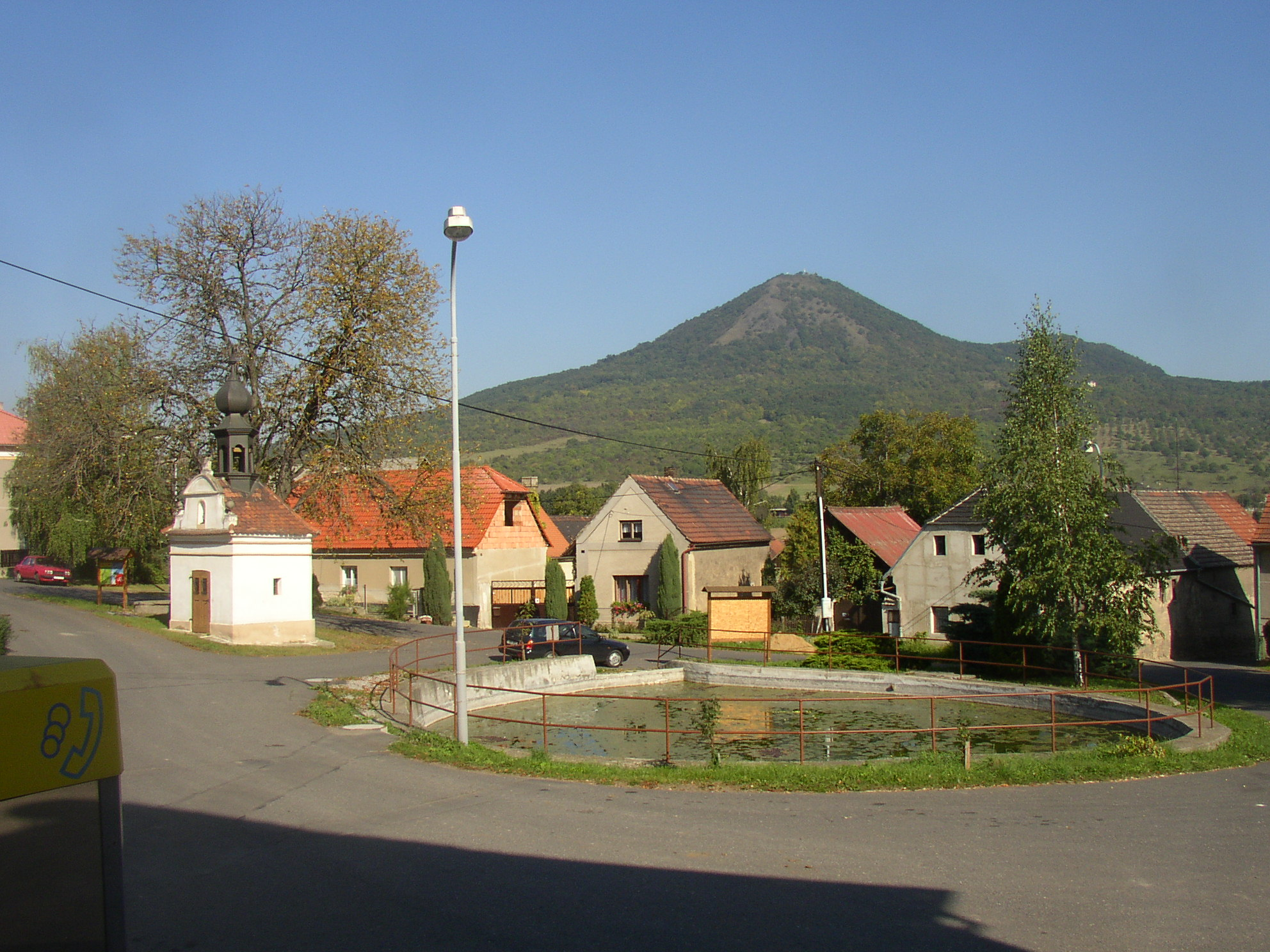
Vchynice
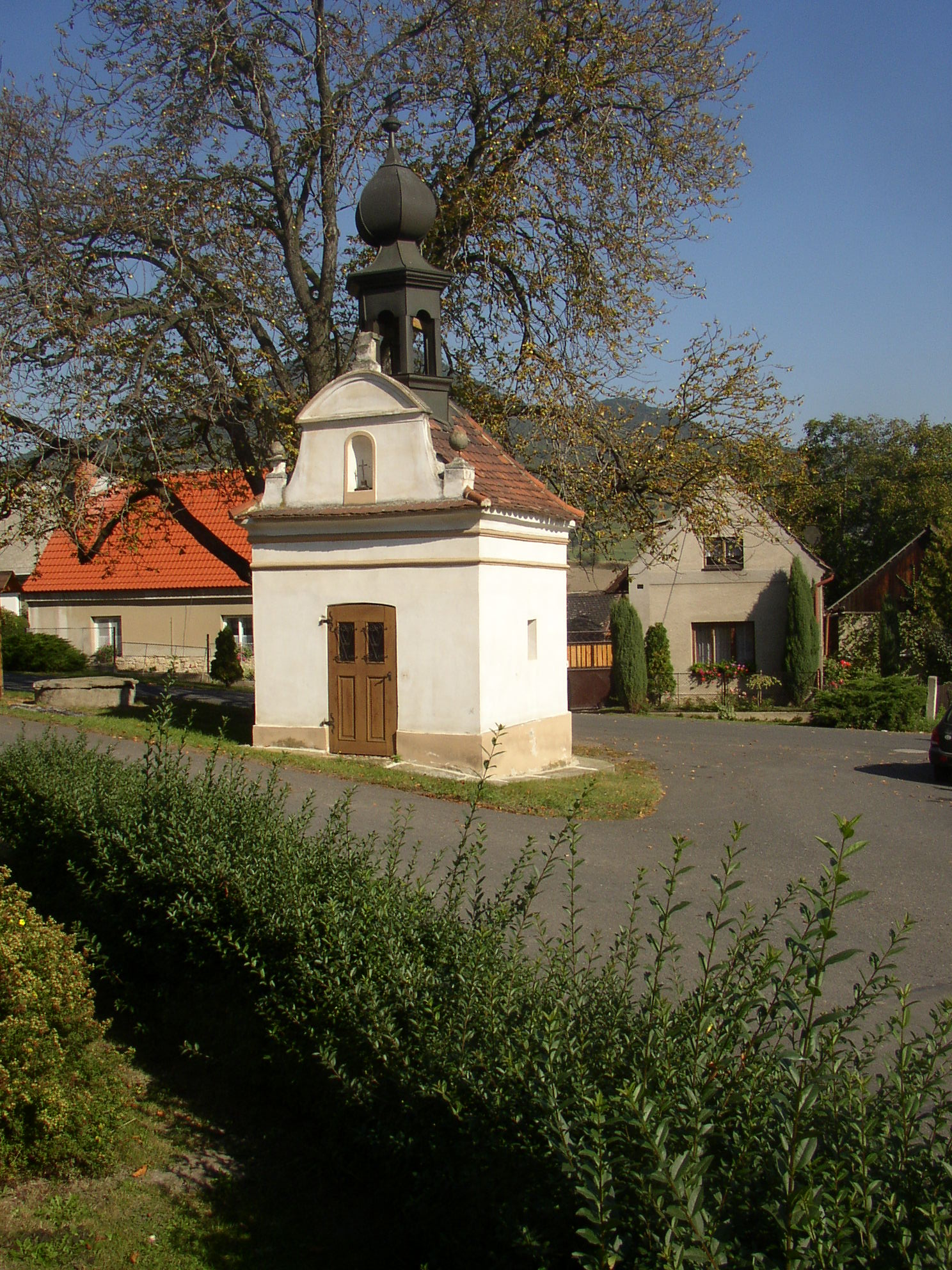
Kapelle
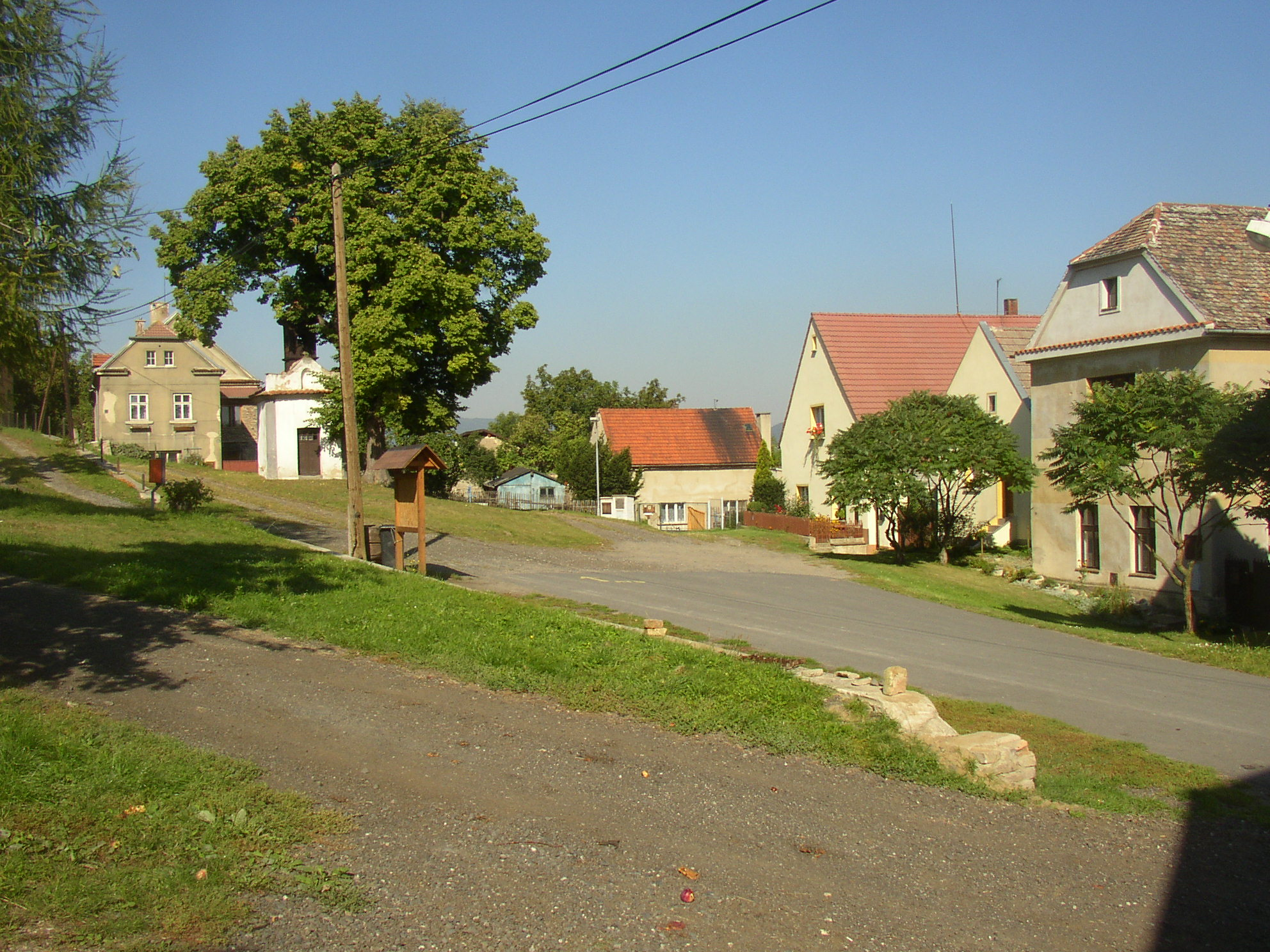
Ortsteil Radostice